# Superliga Chinesa de 2017
A Superliga Chinesa de 2017 (em chinês: 中国足球协会超级联赛联; em inglês: Chinese Super League), também conhecida como China Ping'an Chinese Super League por questões de patrocínio, foi a 14ª edição do Campeonato Chinês da primeira divisão.
Esta temporada sofreu grandes mudanças no regulamento para os jogadores. Nesta edição, apenas três jogadores estrangeiros podem ser escalados como titulares, seja de qualquer nacionalidade. Diferente da edição anterior, onde podiam jogar 3 jogadores de qualquer nacionalidade e um jogador asiático. Outra regra implementada nesse edição foi a obrigatoriedade de escalar um jogador chinês sub-23 como titular.
O título do campeonato ficou com o Guangzhou Evergrande, conquistando o seu 7º título consecutivo do torneio, o maior campeão chinês. O vice-campeão foi o Shanghai SIPG, seguido pelo Tianjin Quanjian na 3ª colocação. Caíram para a segunda divisão (China League One) o Yanbian Funde e o Liaoning Whowin.

## Mudança nas equipes
Equipes promovidas da China League One de 2016
- Tianjin Quanjian
- Guizhou Hengfeng Zhicheng

Equipes rebaixadas para a China League One de 2017
- Hangzhou Greentown
- Shijiazhuang Ever Bright

Mudanças de nomes
É muito comum os times venderem seus nomes para empresas privadas para a realização do campeonato. A mudança vale somente para aquela temporada.
- Beijing Guoan mudou seu nome para Beijing Sinobo Guoan FC, em janeiro de 2017.
- Chongqing Lifan mudou seu nome para Chongqing Dangdai Lifan FC, em janeiro de 2017.

## Clubes

### Clubes e localizações
| Clube                         | Treinador           | Cidade      | Estádio                                   | Capacidade | Temporada 2016 |
| ----------------------------- | ------------------- | ----------- | ----------------------------------------- | ---------- | -------------- |
| Guangzhou Evergrande Taobao C | Luiz Felipe Scolari | Guangzhou   | Tianhe Stadium                            | 58 500     | 1              |
| Jiangsu Suning                | Choi Yong-soo       | Nanjing     | Nanjing Olympic Sports Center             | 61,443     | 2              |
| Shanghai SIPG                 | André Villas-Boas   | Shanghai    | Shanghai Stadium                          | 56 842     | 3              |
| Shanghai Shenhua              | Gustavo Poyet       | Shanghai    | Hongkou Football Stadium                  | 33 060     | 4              |
| Beijing Guoan                 | José González       | Beijing     | Workers Stadium                           | 66 161     | 5              |
| Guangzhou R&F                 | Dragan Stojković    | Guangzhou   | Yuexiushan Stadium                        | 18 000     | 6              |
| Guangzhou R&F                 | Dragan Stojković    | Guangzhou   | Guangdong Provincial People's Stadium]    | 9 000      | 6              |
| Hebei China Fortune           | Manuel Pellegrini   | Qinhuangdao | Qinhuangdao Olympic Sports Center Stadium | 33 572     | 7              |
| Yanbian Funde                 | Park Tae-ha         | Yanji       | Yanji Nationwide Fitness Centre Stadium   | 30 000     | 8              |
| Chongqing Dangdai Lifan       | Chang Woe-Ryong     | Chongqing   | Chongqing Olympic Sports Center           | 58 680     | 9              |
| Liaoning Whowin               | Ma Lin              | Shenyang    | Shenyang Olympic Sports Center Stadium    | 60 000     | 10             |
| Tianjin Teda                  | Jaime Pacheco       | Tianjin     | Tianjin Olympic Center Stadium            | 54 696     | 11             |
| Changchun Yatai               | Lee Jang-soo        | Changchun   | Development Area Stadium                  | 25 000     | 12             |
| Henan Jianye                  | Jia Xiuquan         | Zhengzhou   | Zhengzhou Hanghai Stadium                 | 29 860     | 13             |
| Shandong Luneng Taishan       | Felix Magath        | Jinan       | Jinan Olympic Sports Luneng Stadium       | 56 808     | 14             |
| Tianjin Quanjian P            | Fabio Cannavaro     | Tianjin     | Haihe Educational Football Stadium        | 30 000     | CL1, 1         |
| Guizhou Hengfeng Zhicheng P   | Li Bing             | Guiyang     | Guiyang Olympic Sports Center             | 51 636     | CL1, 2         |

### Troca de Treinadores
| Clube            | Ex-Treinador             | Demissão               | Novo Treinador           | Contratação            |
| ---------------- | ------------------------ | ---------------------- | ------------------------ | ---------------------- |
| Shanghai SIPG    | Sven-Göran Eriksson      | 4 de novembro de 2016  | André Villas-Boas        | 4 de novembro de 2016  |
| Shanghai Shenhua | Gregorio Manzano         | 9 de novembro de 2016  | Gustavo Poyet            | 29 de novembro de 2016 |
| Beijing Guoan    | Xie Feng (interino)      | 23 de novembro de 2016 | José González            | 23 de novembro de 2016 |
| Changchun Yatai  | Lee Jang-soo             | 4 de maio de 2017      | Chen Jingang (interino)  | 4 de maio de 2017      |
| Guizhou Zhicheng | Li Bing                  | 8 de maio de 2017      | Gregorio Manzano         | 8 de maio de 2017      |
| Tianjin Teda     | Jaime Pacheco            | 30 de maio de 2017     | Lee Lim-saeng (interino) | 30 de maio de 2017     |
| Jiangsu Suning   | Choi Yong-soo            | 1 de junho de 2017     | Li Jinyu (interino)      | 1 de junho de 2017     |
| Beijing Guoan    | José González            | 2 de junho de 2017     | Xie Feng (interino)      | 2 de junho de 2017     |
| Henan Jianye     | Jia Xiuquan              | 3 de junho de 2017     | Yasen Petrov             | 13 de junho de 2017    |
| Jiangsu Suning   | Li Jinyu (interino)      | 11 de junho de 2017    | Fabio Capello            | 11 de junho de 2017    |
| Beijing Guoan    | Xie Feng (interino)      | 1 de julho de 2017     | Roger Schmidt            | 1 de julho de 2017     |
| Tianjin Teda     | Lee Lim-saeng (interino) | 7 de julho de 2017     | Lee Lim-saeng            | 7 de julho de 2017     |
| Liaoning FC      | Ma Lin                   | 1 de agosto de 2017    | René Lobello             | 1 de agosto de 2017    |
| Tianjin Teda     | Lee Lim-saeng            | 14 de agosto de 2017   | Chi Rongliang (interino) | 14 de agosto de 2017   |
| Tianjin Teda     | Chi Rongliang (interino) | 9 de setembro de 2017  | Uli Stielike             | 9 de setembro de 2017  |
| Shanghai Shenhua | Gustavo Poyet            | 11 de setembro de 2017 | Wu Jingui                | 11 de setembro de 2017 |
| Liaoning FC      | René Lobello             | 29 de setembro de 2017 | Zhao Junzhe (interino)   | 29 de setembro de 2017 |
| Henan Jianye     | Yasen Petrov             | 30 de setembro de 2017 | Guo Guangqi              | 30 de setembro de 2017 |

### Jogadores Estrangeiros
Os jogadores estrangeiros são limitados na liga. Apenas 5 jogadores por equipe podem atuar no campeonato, sendo que um precisa ser asiático (ser de um país que é membro da AFC). Cada equipe pode entrar com 4 jogadores estrangeiros como titular, incluindo o jogador asiático. Jogadores de Hong Kong, Macau e Taipé Chinesa são considerados nativos, a não ser que eles já tenham participado de uma competição da AFC.
| Equipe           | Jogador 1           | Jogador 2         | Jogador 3          | Jogador 4        | Jogador Asiático  | Ex- Jogadores ↑1                          |
| ---------------- | ------------------- | ----------------- | ------------------ | ---------------- | ----------------- | ----------------------------------------- |
| Beijing Guoan    | Renato Augusto      | Ralf              | Jonathan Soriano   |                  | Egor Krimets      | Burak Yılmaz                              |
| Changchun Yatai  | Marinho             | Bruno Meneghel    | Szabolcs Huszti    | Odion Ighalo     | Anzur Ismailov    |                                           |
| Chongqing Lifan  | Fernandinho         | Hyuri             | Alan Kardec        | Goran Milović    | Jung Woo-young    |                                           |
| Guangzhou Ever.  | Alan                | Ricardo Goulart   | Muriqui            |                  | Kim Young-Gwon    | Paulinho Jackson Martínez Kim Hyung-il    |
| Guangzhou R&F    | Renatinho           | Júnior Urso       | Sölvi Ottesen      | Eran Zahavi      | Apostolos Giannou | Jang Hyun-soo                             |
| Guizhou Zhicheng | Nikica Jelavić      | Tjaronn Chery     | Rubén Castro       | Mario Suárez     |                   | Ryan McGowan Ali Ghazal Michael Olunga    |
| Hebei CFFC       | Ezequiel Lavezzi    | Aloísio           | Stéphane Mbia      | Gervinho         | Kim Ju-young      | Hernanes                                  |
| Henan Jianye     | Christian Bassogog  | Bořek Dočkal      | Eddi Gomes         | Ricardo Vaz Tê   | Ahmad Al Salih    | Javier Patiño                             |
| Jiangsu Suning   | Ramires             | Alex Teixeira     | Benjamin Moukandjo | Roger Martínez   | Trent Sainsbury   | Hong Jeong-ho                             |
| Liaoning Whowin  | Christian Bekamenga | Olivier Boumal    | Assani Lukimya     | Anthony Ujah     |                   | James Chamanga James Holland Robbie Kruse |
| Shandong Luneng  | Gil                 | Diego Tardelli    | Graziano Pellè     | Papiss Cissé     |                   |                                           |
| Shanghai Shenhua | Carlos Tévez        | Fredy Guarín      | Giovanni Moreno    | Obafemi Martins  | Kim Kee-hee       |                                           |
| Shanghai SIPG    | Elkeson             | Hulk              | Oscar              | Ricardo Carvalho | Odil Ahmedov      |                                           |
| Tianjin Quanjian | Axel Witsel         | Alexandre Pato    | Anthony Modeste    |                  | Kwon Kyung-won    | Geuvânio Júnior Moraes                    |
| Tianjin Teda     | Frank Acheampong    | John Obi Mikel    | Mbaye Diagne       | Nemanja Gudelj   | Hwang Seok-ho     | Ideye Brown                               |
| Yanbian Funde    | Valdet Rama         | Bubacarr Trawally | Richárd Guzmics    | Nikola Petković  | Hwang Il-su       | Kim Seung-Dae Yoon Bit-Garam              |

- ↑1  Jogadores que atuaram na liga, mas foram negociados ou re-alocados para seus respectivos times-reserva no meio da temporada.

Jogadores de Macau, Hong Kong ou Taipé Chinesa (que são considerados nativos, se não atuarem nas suas seleções nacionais)
| Equipe           | Jogador             | Jogador 2    |
| ---------------- | ------------------- | ------------ |
| Changchun Yatai  | Yaki Yen            | Jack Sealy   |
| Guizhou HFZC     | Au Yeung Yiu Chung  | Festus Baise |
| Tianjin Quanjian | Jean-Jacques Kilama |              |

Jogador por país
Países com mais jogadores na Superliga (incluindo os que saíram durante o campeonato)
| País            | Jogadores |
| --------------- | --------- |
| Brasil          | 25        |
| Coreia do Sul   | 12        |
| Austrália       | 5         |
| Camarões        | 5         |
| Nigéria         | 5         |
| Colômbia        | 4         |
| Espanha         | 3         |
| Uzbequistão     | 3         |
| Argentina       | 2         |
| Croácia         | 2         |
| Hungria         | 2         |
| Senegal         | 2         |
| Sérvia          | 2         |
| Albânia         | 1         |
| Bélgica         | 1         |
| Costa do Marfim | 1         |
| Egito           | 1         |
| Filipinas       | 1         |
| França          | 1         |
| Gana            | 1         |
| Gâmbia          | 1         |
| Guiné-Bissau    | 1         |
| Islândia        | 1         |
| Israel          | 1         |
| Itália          | 1         |
| Países Baixos   | 1         |
| Portugal        | 1         |
| Quênia          | 1         |
| Chéquia         | 1         |
| RD Congo        | 1         |
| Síria           | 1         |
| Turquia         | 1         |
| Zâmbia          | 1         |

## Classificação
| Atualizado em 14 de novembro. | v d e |

| Pos. | Equipes                      | P  | J  | V  | E  | D  | GP | GC | SG  | Classificação ou rebaixamento                             |
| ---- | ---------------------------- | -- | -- | -- | -- | -- | -- | -- | --- | --------------------------------------------------------- |
| 1    | Guangzhou Evergrande (C) (Q) | 64 | 30 | 20 | 4  | 6  | 69 | 42 | 27  | Fase de grupos da Liga dos Campeões da AFC de 2017        |
| 2    | Shanghai SIPG (Q)            | 58 | 30 | 17 | 7  | 6  | 72 | 39 | 33  | Fase de grupos da Liga dos Campeões da AFC de 2017        |
| 3    | Tianjin Quanjian (Q)         | 54 | 30 | 15 | 9  | 6  | 46 | 33 | 13  | Fase pre-eliminatória da Liga dos Campeões da AFC de 2017 |
| 4    | Hebei China Fortune          | 52 | 30 | 15 | 7  | 8  | 55 | 38 | 17  |                                                           |
| 5    | Guangzhou R&F                | 52 | 30 | 15 | 7  | 8  | 59 | 46 | 13  |                                                           |
| 6    | Shandong Luneng Taishan      | 49 | 30 | 13 | 10 | 7  | 49 | 33 | 16  |                                                           |
| 7    | Changchun Yatai              | 44 | 30 | 12 | 8  | 10 | 46 | 41 | 5   |                                                           |
| 8    | Guizhou Hengfeng Zhicheng    | 42 | 30 | 12 | 6  | 12 | 39 | 45 | -6  |                                                           |
| 9    | Beijing Sinobo Guoan         | 40 | 30 | 11 | 7  | 12 | 42 | 42 | 0   |                                                           |
| 10   | Chongqing Dangdai Lifan      | 36 | 30 | 9  | 9  | 12 | 37 | 40 | -3  |                                                           |
| 11   | Shanghai Greenland Shenhua   | 35 | 30 | 9  | 8  | 13 | 52 | 55 | -3  |                                                           |
| 12   | Jiangsu Suning               | 32 | 30 | 7  | 11 | 12 | 40 | 45 | -5  |                                                           |
| 13   | Tianjin Teda                 | 31 | 30 | 8  | 7  | 15 | 30 | 49 | -19 |                                                           |
| 14   | Henan Jianye                 | 30 | 30 | 7  | 9  | 14 | 34 | 46 | -12 |                                                           |
| 15   | Yanbian Fude (R)             | 22 | 30 | 5  | 7  | 18 | 32 | 64 | -32 | Zona de rebaixamento à China League One 2017              |
| 16   | Liaoning Whowhin (R)         | 18 | 30 | 4  | 6  | 20 | 30 | 74 | -44 | Zona de rebaixamento à China League One 2017              |

Fonte: sports.sina.com
Regras de desempate: 1º pontos; 2º pontos "mano-a-mano"; 3º saldo de gols "mano-a-mano"; 4º gols marcados "mano-a-mano"; 5º saldo de gols na tabela; 6º gols feitos na tabela; 7º cartões.
Legenda:
(C) Campeão; (Q) Qualificado para a Liga dos Campeões da AFC; (R) Rebaixado para a China League One (Segunda Divisão).

## Resultados
|                      | BJG | CCY | CQL | GET | GRF | GHZ | HCF | HJY | JGS | LWH | SLT | SGS | SIP | TJQ | TTD | YAF |
| -------------------- | --- | --- | --- | --- | --- | --- | --- | --- | --- | --- | --- | --- | --- | --- | --- | --- |
| Beijing Guoan        | —   | 1–2 | 1–0 | 2–0 | 2–2 | 2–0 | 1–4 | 1–0 | 0–0 | 4–0 | 2–2 | 2–1 | 0–1 | 1–1 | 2–0 | 4–4 |
| Changchun Yatai      | 2–1 | —   | 3–1 | 0–1 | 3–2 | 1–1 | 0–0 | 1–0 | 3–1 | 1–1 | 0–2 | 2–3 | 4–2 | 1–1 | 1–1 | 1–1 |
| Chongqing Lifan      | 1–0 | 1–1 | —   | 2–2 | 0–2 | 2–1 | 1–1 | 2–3 | 1–2 | 2–0 | 1–0 | 1–1 | 1–1 | 0–1 | 2–1 | 0–0 |
| Guangzhou Evergrande | 2–1 | 3–1 | 2–0 | —   | 2–2 | 5–1 | 2–0 | 2–1 | 2–1 | 2–1 | 2–1 | 3–2 | 3–2 | 1–2 | 3–0 | 4–3 |
| Guangzhou R&F        | 2–1 | 1–0 | 3–4 | 4–2 | —   | 1–3 | 1–1 | 3–2 | 4–2 | 4–1 | 1–1 | 0–0 | 1–1 | 2–0 | 3–2 | 6–2 |
| Guizhou Zhicheng     | 1–1 | 2–3 | 1–0 | 0–2 | 2–0 | —   | 4–3 | 2–1 | 2–2 | 1–1 | 3–0 | 0–2 | 2–1 | 2–1 | 0–0 | 1–2 |
| Hebei China Fortune  | 2–0 | 2–1 | 1–2 | 3–0 | 2–1 | 1–0 | —   | 2–3 | 3–2 | 2–0 | 0–0 | 4–2 | 2–2 | 1–0 | 4–0 | 3–0 |
| Henan Jianye         | 0–2 | 0–2 | 0–0 | 2–4 | 1–1 | 0–1 | 0–0 | —   | 1–1 | 1–1 | 2–1 | 0–0 | 2–4 | 1–1 | 0–0 | 3–1 |
| Jiangsu Suning       | 1–0 | 0–1 | 1–2 | 2–2 | 1–2 | 0–1 | 1–2 | 2–2 | —   | 4–0 | 2–1 | 2–2 | 0–1 | 1–0 | 0–0 | 1–1 |
| Liaoning Whowin      | 2–4 | 1–0 | 2–1 | 0–3 | 1–4 | 0–1 | 1–2 | 1–2 | 3–1 | —   | 0–3 | 1–4 | 3–3 | 1–2 | 1–1 | 3–1 |
| Shandong Luneng      | 1–0 | 3–2 | 1–1 | 2–1 | 3–0 | 2–2 | 5–4 | 3–2 | 0–0 | 3–1 | —   | 5–0 | 2–1 | 1–2 | 2–0 | 1–1 |
| Shanghai Shenhua     | 1–2 | 1–1 | 2–2 | 0–3 | 3–1 | 0–3 | 3–2 | 1–2 | 4–0 | 8–1 | 0–0 | —   | 1–3 | 1–1 | 1–2 | 5–1 |
| Shanghai SIPG        | 5–1 | 5–1 | 3–2 | 2–2 | 1–2 | 3–0 | 3–0 | 4–1 | 2–3 | 4–1 | 2–1 | 6–1 | —   | 0–0 | 3–1 | 2–0 |
| Tianjin Quanjian     | 2–2 | 1–3 | 2–1 | 4–3 | 2–1 | 3–1 | 3–1 | 1–0 | 2–2 | 4–1 | 0–0 | 3–0 | 1–1 | —   | 3–0 | 1–0 |
| Tianjin Teda         | 2–0 | 1–5 | 2–0 | 0–3 | 1–2 | 3–1 | 0–2 | 1–0 | 1–1 | 1–1 | 0–2 | 2–1 | 0–1 | 4–1 | —   | 3–1 |
| Yanbian Funde        | 1–2 | 1–0 | 0–4 | 1–3 | 0–1 | 3–0 | 1–1 | 1–2 | 0–4 | 1–0 | 1–1 | 0–2 | 1–3 | 0–2 | 3–1 | —   |

| Vitória do mandante; Vitória do visitante; Empate. | Em vermelho os jogos da próxima rodada; Em negrito os jogos "clássicos". |

## Estatísticas
| Pos. | Jogador           | Time                 | Gols |
| ---- | ----------------- | -------------------- | ---- |
| 1    | Eran Zahavi       | Guangzhou R&F        | 27   |
| 2    | Ricardo Goulart   | Guangzhou Evergrande | 20   |
| 2    | Wu Lei            | Shanghai SIPG        | 20   |
| 2    | Ezequiel Lavezzi  | Hebei China Fortune  | 20   |
| 3    | Bubacarr Trawally | Yanbian Funde        | 18   |
| 4    | Hulk              | Shanghai SIPG        | 17   |
| 5    | Jonathan Soriano  | Beijing Guoan        | 16   |
| 6    | Alexandre Pato    | Tianjin Quanjian     | 15   |
| 6    | Diego Tardelli    | Shandong Luneng      | 15   |
| 6    | Odion Ighalo      | Changchun Yatai      | 15   |
| 6    | Giovanni Moreno   | Shanghai Shenhua     | 15   |
| 6    | Nikica Jelavić    | Guizhou Zhicheng     | 15   |

| Pos. | Jogador          | Time                 | Assist. |
| ---- | ---------------- | -------------------- | ------- |
| 1    | Ezequiel Lavezzi | Hebei China Fortune  | 15      |
| 2    | Hulk             | Shanghai SIPG        | 12      |
| 3    | Cao Yunding      | Shanghai Shenhua     | 10      |
| 4    | Ricardo Goulart  | Guangzhou Evergrande | 9       |
| 4    | Oscar            | Shanghai SIPG        | 9       |
| 5    | Wu Lei           | Shanghai SIPG        | 8       |
| 5    | Tang Miao        | Guangzhou R&F        | 8       |
| 5    | Fernandinho      | Chongqing Lifan      | 8       |
| 5    | Wang Yongpo      | Tianjin Quanjian     | 8       |
| 5    | Jiang Zhipeng    | Guangzhou R&F        | 8       |
| 5    | Yu Hanchao       | Guangzhou Evergrande | 8       |

## Premiações
Os prêmios e a cerimônia de entrega foram realizados em 11 de novembro de 2017.
| Campeonato Chinês 2017                   |
| ---------------------------------------- |
| Guangzhou Evergrande Campeão (7º título) |

| Prêmio                        | Pessoa          | Clube                                             | Nota (s)        |
| ----------------------------- | --------------- | ------------------------------------------------- | --------------- |
| Jogador Mais Valioso (MVP)    | Eran Zahavi     | Guangzhou R&F                                     |                 |
| Chuteira de Ouro (Artilheiro) | Eran Zahavi     | Guangzhou R&F                                     | 27 gols         |
| Artilheiro Chinês             | Wu Lei          | Shanghai SIPG                                     | 20 gols         |
| Jogador Mais Popular          | Zhang Chengdong | Hebei China Fortune                               |                 |
| Revelação                     | Hu Jinghang     | Henan Jianye                                      |                 |
| Melhor Jogador Sub-23         | Huang Zhengyu   | Guangzhou R&F                                     |                 |
| Melhor Goleiro                | Yan Junling     | Shanghai SIPG                                     |                 |
| Melhor Técnico                | Fabio Cannavaro | Tianjin Quanjian                                  | 3º colocado CSL |
| Prêmio Fair Play              |                 | Chongqing Lifan Hebei China Fortune Yanbian Funde |                 |
| Melhor Árbitro                | Ma Ning         |                                                   |                 |
| Melhor Assistente             | Huo Weiming     |                                                   |                 |

### Time do Campeonato
| Posição        | Jogador         | Clube                |
| -------------- | --------------- | -------------------- |
| Goleiro        | Yan Junling     | Shanghai SIPG        |
| Defensores     | Wang Shenchao   | Shanghai SIPG        |
| Defensores     | Huang Zhengyu   | Guangzhou R&F        |
| Defensores     | Feng Xiaoting   | Guangzhou Evergrande |
| Defensores     | Jiang Zhipeng   | Guangzhou R&F        |
| Meio-Campistas | Eran Zahavi     | Guangzhou R&F        |
| Meio-Campistas | Ricardo Goulart | Guangzhou Evergrande |
| Meio-Campistas | Hao Junmin      | Shandong Luneng      |
| Meio-Campistas | Wu Lei          | Shanghai SIPG        |
| Atacantes      | Gao Lin         | Guangzhou Evergrande |
| Atacantes      | Hulk            | Shanghai SIPG        |
| Treinador      | Fabio Cannavaro | Tianjin Quanjian     |

## Público
| Pos. | Clube                | Total     | Maior  | Menor  | Média  | Variação  | Ocupação |
| ---- | -------------------- | --------- | ------ | ------ | ------ | --------- | -------- |
| 1    | Guangzhou Evergrande | 683,801   | 49,736 | 35,693 | 45,587 | +1.5%     | 77,8%    |
| 2    | Beijing Guoan        | 520,286   | 54,018 | 23,609 | 34,686 | -9.0%     | 52,4%    |
| 3    | Chongqing Lifan      | 516,584   | 43,857 | 26,187 | 34,439 | -4.8%     | 59%      |
| 4    | Jiangsu Suning       | 490,454   | 49,817 | 27,973 | 32,697 | -16.1%    | 53,2%    |
| 5    | Shandong Luneng      | 453,735   | 43,658 | 21,360 | 30,249 | +59.7%    | 53,1%    |
| 6    | Shanghai SIPG        | 437,629   | 46,717 | 25,387 | 29,175 | +4.1%     | 51,2%    |
| 7    | Tianjin Quanjian     | 373,158   | 26,021 | 22,367 | 24,877 | +104.4% † | 82,8%    |
| 8    | Guizhou Zhicheng     | 316,525   | 41,783 |        | 21,102 | +90.2% †  | 39,8%    |
| 9    | Shanghai Shenhua     | 285,322   | 23,998 | 15,269 | 19,021 | -16.1%    | 57,5%    |
| 10   | Henan Jianye         | 284,098   | 21,788 | 13,169 | 18,940 | +9.5%     | 63,5%    |
| 11   | Yanbian Funde        | 270,875   | 27,523 | 7,110  | 18,058 | -6.4%     | 60%      |
| 12   | Hebei China Fortune  | 270,360   | 25,223 | 13,113 | 18,024 | -2.4%     | 54,5%    |
| 13   | Changchun Yatai      | 247,122   | 23,617 | 11,396 | 16,475 | +8.3%     | 65,8%    |
| 14   | Tianjin Teda         | 217,964   | 39,965 | 10,018 | 14,531 | -34.1%    | 38,6%    |
| 15   | Liaoning Whowin      | 186,391   | 21,036 | 7,015  | 12,426 | -44.7%    | 20,6%    |
| 16   | Guangzhou R&F        | 149,567   | 12,823 | 5,373  | 9,971  | +24.8%    | 55,1%    |
|      | Total                | 5,703,871 | 54,018 | 5,373  | 23,766 | -1.6%     | 53,7%    |

† Variação de acordo com o público da Segunda Divisão do ano anterior

## Ligações Externas
- Superliga Chinesa no Soccerway
- Chinese Super League table at FIFA
- Site Oficial (chinês)